# Башта семена слачице
Башта семена слачице (такође и Приручник сликарства из баште семена слачице) је један од најпознатијих кинеских уџбеника сликарства са дрворезним репродукцијама слика у тушу старих кинеских мајстора у четири тома (први 1679, други и трећи 1701, четврти 1818). Први, други и трећи том садрже поред узорака слика и теорије сликарства и упутства за сликарство архитектуре, пејзажа, биљака и птица.